# Truppenübungsplatz Gaižiūnai

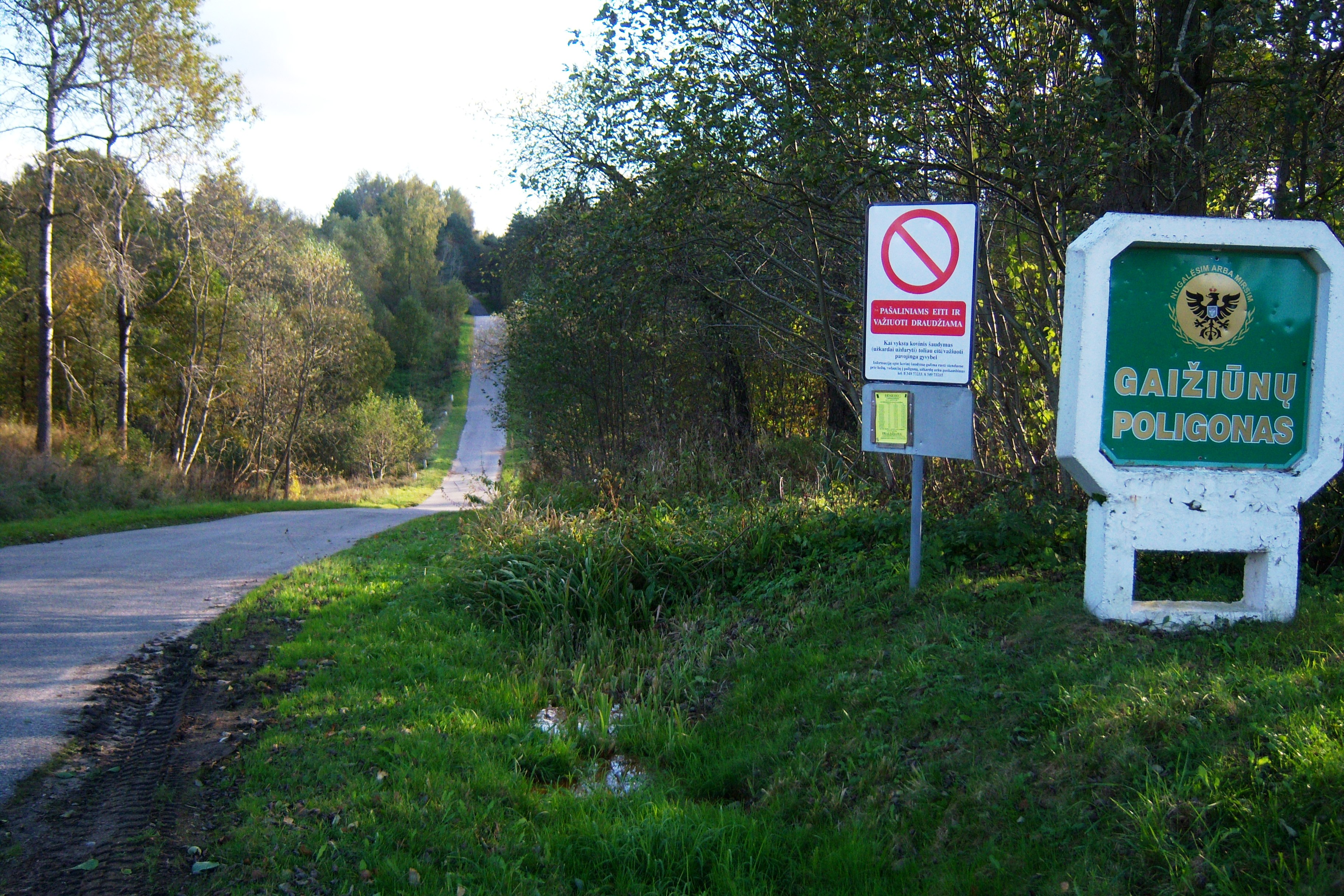
Einfahrt

Der Truppenübungsplatz Gaižiūnai (lit. Gaižiūnų poligonas) ist ein Truppenübungsplatz in Litauen. Er befindet sich beim Dorf Gaižiūnai in der Rajongemeinde Jonava, im Bezirk Kaunas, Mittellitauen. Das Territorium beträgt  5520 ha. Im Südwesten des Areals befindet sich der gleichnamige Feldflugplatz Gaižiūnai.

## Geschichte
Der Truppenübungsplatz Gaižiūnai wurde 1930 gegründet. Davor hatten  Litauische Streitkräfte den Truppenübungsplatz Varėna im Bezirk Alytus in Südlitauen. In Sowjetlitauen wurde der Truppenübungsplatz Gaižiūnai von der Sowjetarmee benutzt. 2016 entschied man, die Fläche bis zu 12.000 ha zu erweitern.

## Leitung
- Kapitän Gediminas Vaičiūnas